# La oveja negra
La oveja negra es una película dramática mexicana de 1949, escrita y dirigida por Ismael Rodríguez, y protagonizada por Pedro Infante, Fernando Soler, Amanda del Llano, Andrés Soler, Dalia Íñiguez, Virginia Serret y Amelia Wilhelmy. Es uno de los trabajos más importantes de Pedro Infante, y también uno de los más humanistas que ha realizado.

## Argumento
Cruz Treviño Martínez de la Garza (Fernando Soler) es un narcisista y borracho incurable, que hace sufrir mucho a su esposa Viviana (Dalia Iñiguez) y a su hijo Silvano Treviño (Pedro Infante), con sus constantes faltas a la casa, amoríos y escándalos. Un día, este hombre, Cruz Treviño, es postulado como prefecto de su pueblo, mientras que otros amigos postulan a Silvano. Padre e hijo se enfrentan por el poder, saliendo ganador Silvano. En tanto, Justina (Virginia Serret), uno de los amores de Silvano, decide vengarse de él por haber preferido a Marielba (Amanda del Llano), seduciendo a su padre y alentando su conducta narcisista y provocando que se vuelva un peor ser humano. Silvano acepta ser su querer con tal de que deje a su padre en paz; según sus propias palabras, no lo hace por su padre, sino para aplacar el dolor de su madre. Cuando el padre se entera de todo esto, va a buscar a su hijo y se enfrenta con él. Viviana, en su lecho de muerte, suplica a Silvano que traiga a su padre, lo cual cumple. La película finaliza con la muerte de Viviana y el falso arrepentimiento de Cruz.

## Reparto
- Fernando Soler .... Cruz Treviño Martínez de la Garza (Esposo de Viviana)
- Pedro Infante .... Silvano Treviño (Hijo de Cruz y Viviana)
- Andrés Soler .... Laureano (Tío de Silvano y compadre de Cruz)
- Dalia Íñiguez .... Viviana (Esposa de Cruz y mamá de Silvano)
- Virginia Serret .... Justina (Aventura de Silvano y amante de Cruz)
- Amelia Wilhelmy .... Agustina (Nana de Cruz y Silvano)
- Amanda del Llano .... Marielba (Novia de Silvano)
- Antonio R. Frausto .... Don Licho (Papá de Marielba y compadre de Laureano)
- Francisco Jambrina .... Sotero (Ex-prefecto y compadre de Cruz)
- Guillermo Bravo Sosa .... Jacinto (Compadre de don Cruz y compinche de Sotero)
- José Muñoz
- Salvador Quiroz .... (Representante "manager" del campeón asesino. También en el papel de Doctor de Vivianita)
- José Pardave
- Wolf Ruvinskis .... El campeón asesino (Boxeador)
- Leopoldo Ávila
- Kamcia .... (Caballo de Silvano Treviño)
- Hernán Vera .... Chema (Cantinero)
- Jesús García .... (Uno de los cuatro que se burlan de Cruz Treviño, y, Silvano lo carga y se los avienta)

## Música
Canciones de: Gilberto Parra, Genaro Núñez, Felipe “Charro” Gil, Raúl Lavista. Interpretación de guitarra por el solista: Clemente Perea, Mariachi de Gilberto Parra.
- Tema: “Con el tiempo y un ganchito” Autor: Genaro Núñez, interpretada por Fernando Soler, Pedro Infante y Andrés Soler.
- Tema: “Amor de los dos” Autor: Gilberto Parra, interpretada por Pedro Infante.
- Tema: “Todos metemos la pata” Autor: Felipe “Charro” Gil, interpretada por Pedro Infante.
- Tema: “María, María” Autor: ?, interpretada por Pedro Infante.

## Frase final
Silvano dice la siguiente frase cuando está frente a su padre:
«Máteme, máteme, pero después vaya con mi madre, que se está muriendo y lo llama»
«Todavia tiene leche en los labios ese chamaco y cree que sabe todo»

## Curiosidades
- Kamcia el caballo es propiedad del General Manuel Ávila Camacho, entrenado por el Mayor Gabriel Gracida.
- Jesús García sale de extra en esta película y es más conocido por su papel del “camellito” en la película Ustedes los ricos de 1948, dirigida por Ismael Rodríguez.
- La escena inicial de la cinta, es una adaptación del cuento El padre de familia, de Antón Chéjov, escritor ruso que vivió durante la última mitad del siglo XIX. Sin embargo, no se le acreditó.